# Jüdischer Friedhof (Brünn)
Koordinaten: 49° 11′ 29,2″ N, 16° 38′ 36,6″ O

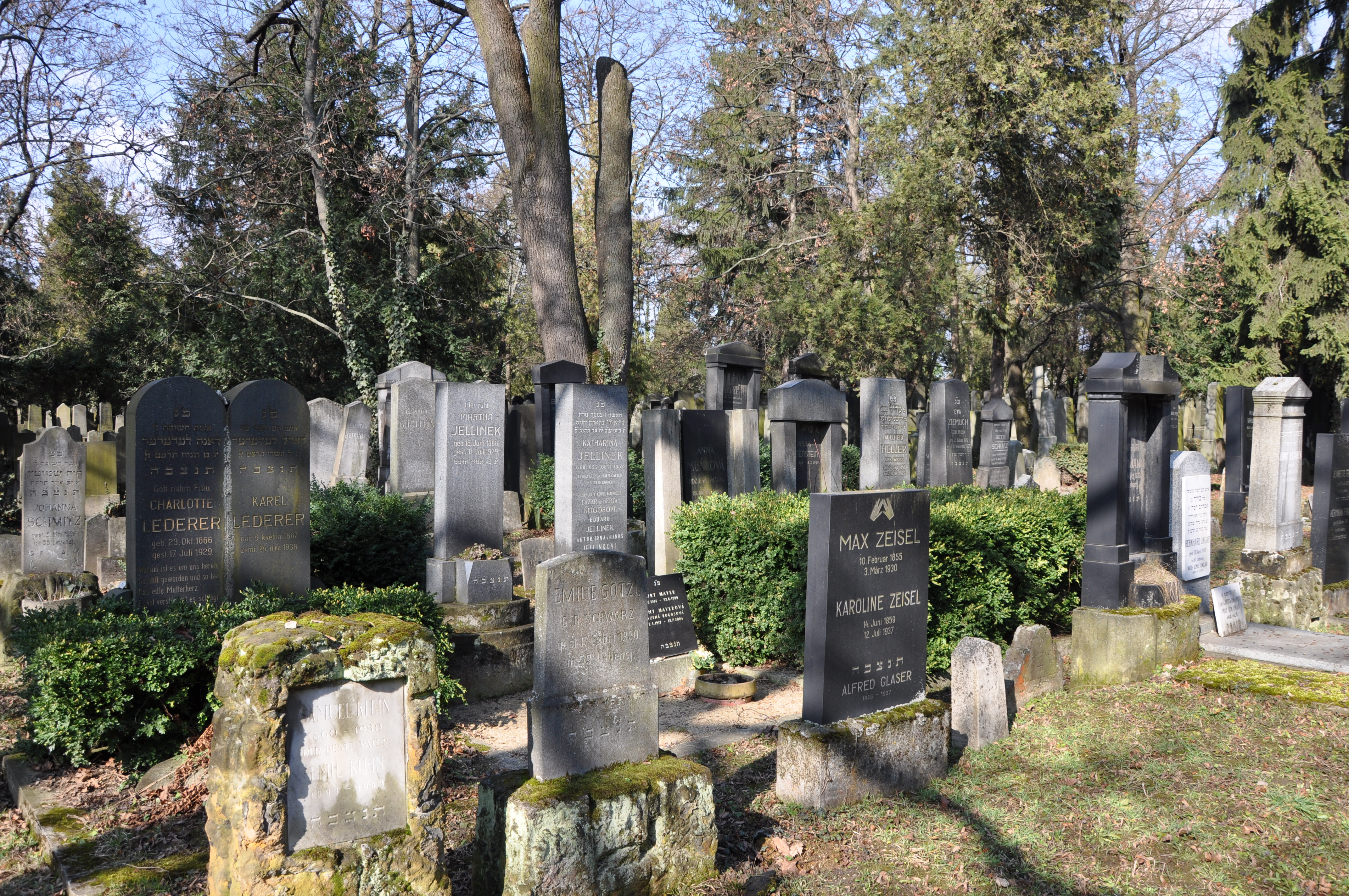
Jüdischer Friedhof in Brünn

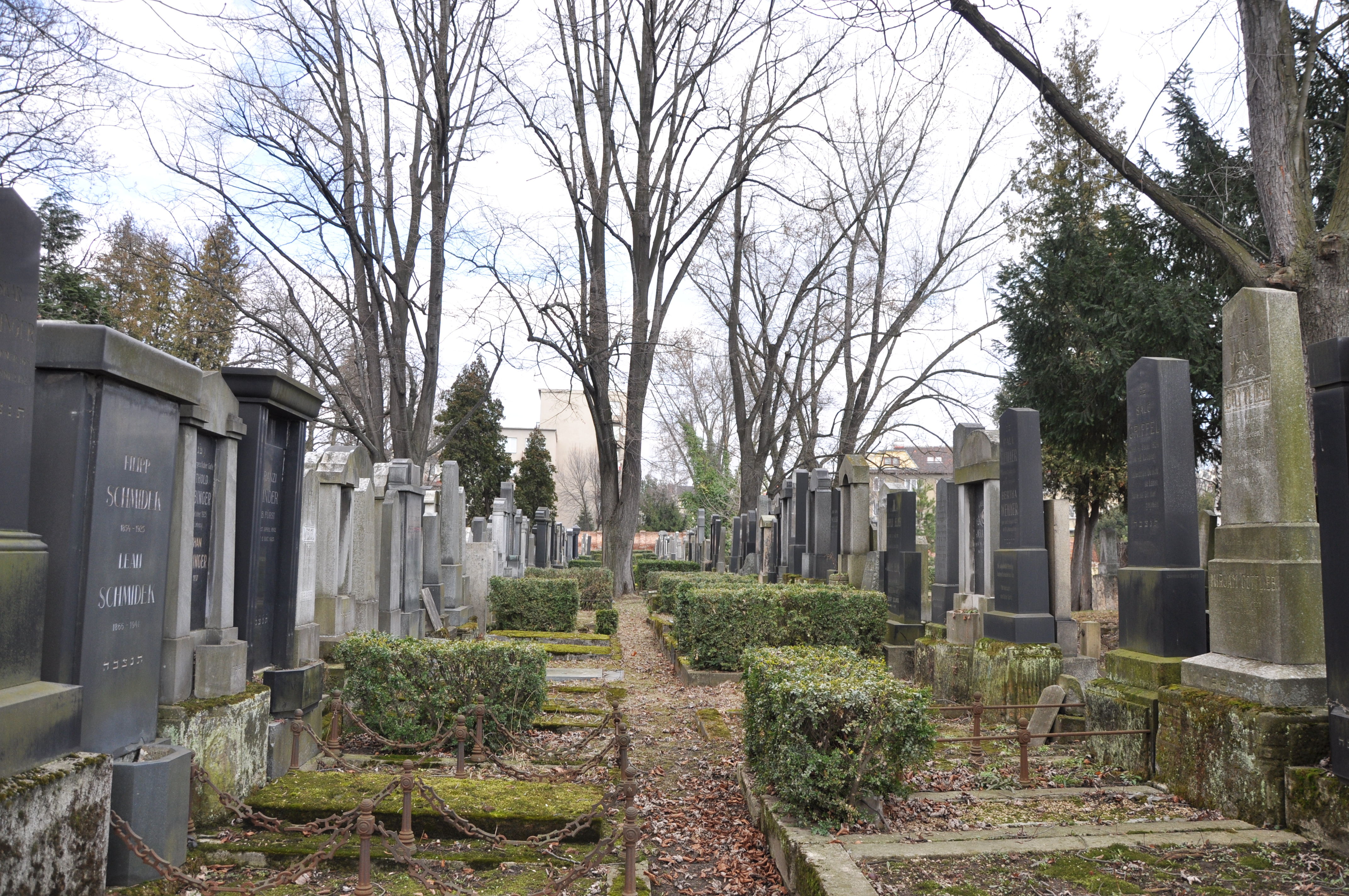
Grabreihen

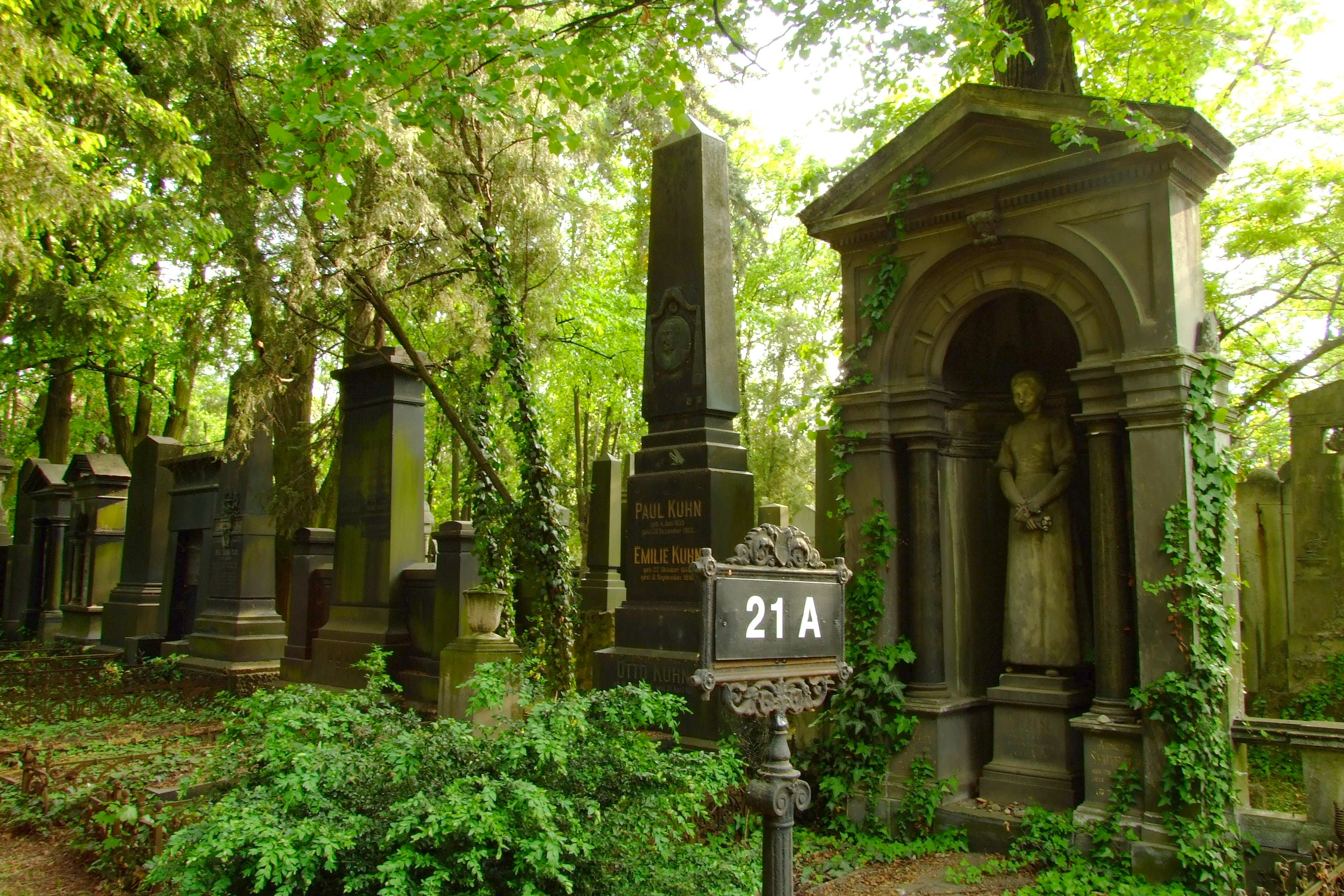
Gräber

Der Jüdische Friedhof in der mährischen Hauptstadt Brünn (tschechisch Brno) in Tschechien wurde 1852 angelegt und später mehrmals erweitert. Der jüdische Friedhof in der Nezamyslova-Straße 27 im Stadtteil Židenice ist seit 1988 ein geschütztes Kulturdenkmal.

## Geschichte
Der etwa drei Hektar große jüdische Friedhof ist mit seinen circa 9.000 Grabmälern der größte in Südmähren. Ein Teil der wesentlich älteren Grabsteine stammt von aufgelösten jüdischen Friedhöfen der Region.
Im Jahr 1950 wurde ein Denkmal für die Holocaustopfer errichtet. 

## Bestattete Persönlichkeiten
- Baruch Placzek, Rabbiner
- Richard Feder, Rabbiner
- Julius von Gomperz, Industrieller und Politiker
- Hieronymus Lorm, Schriftsteller
- Hugo Haas, Schauspieler